# Antônio Alberto Guimarães Rezende

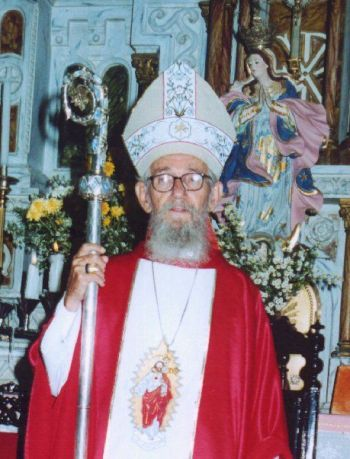
Antônio Alberto Guimarães Rezende

Antônio Alberto Guimarães Rezende CSS (* 3. März 1926 in Uberaba; † 13. April 2015 in São Domingo) war ein brasilianischer Ordensgeistlicher und römisch-katholischer Bischof von Caetité.

## Leben
Antônio Alberto Guimarães Rezende trat der Ordensgemeinschaft der Stigmatiner bei und empfing am 8. Dezember 1953 die Priesterweihe. Anschließend war er unter anderem als Missionar tätig.
Papst Johannes Paul II. ernannte ihn am 9. November 1981 zum Bischof von Caetité. Der Papst persönlich spendete ihm am 6. Januar des nächsten Jahres die Bischofsweihe; Mitkonsekratoren waren Eduardo Martínez Somalo, Substitut des Staatssekretariates, und Lucas Moreira Neves OP, Sekretär der Kongregation für die Bischöfe.
Am 13. November 2002 nahm Papst Johannes Paul II. seinen altersbedingten Rücktritt an. Er starb am 13. April 2015 nach einem Unfall im Krankenhaus von São Domingo.